# Brug 914
Brug 914 is een bouwkundig kunstwerk in Amsterdam-Noord.
Deze voetgangersbrug werd rond 1977 in het leven geroepen om een doorlopend voetpad te kunnen krijgen in wat het Wilde Park zou moeten worden. Die naam werd echter nooit officieel. In het park liepen diverse voetpaden met niveauverschil. Door brug 914 werden twee heuvels aan weerszijden van een op het maaiveld liggend voetpad met elkaar verbonden. Brug 914 is in 1976 ontworpen door Dirk Sterenberg werkend voor de afdeling bruggen van de Dienst der Publieke Werken. De brug zou in haar geheel uitgevoerd zijn in Azobéhout en circa 13 meter lang zijn en wordt ondersteund door twee betonnen brugpijlers met dito juk. Dit soort bruggen bleek (toch) gevoelig voor weersinvloeden, zodat renovatie na verloop van tijd onvermijdelijk werd. Tussen 2010 en 2019 is de bovenbouw van de brug vernieuwd, waarbij (op het oog) teruggegrepen werd op het oude ontwerp.
Tegenover deze korte brug staat de lange brug 913. Sterenberg heeft talloze van dit soort bruggen ontworpen.

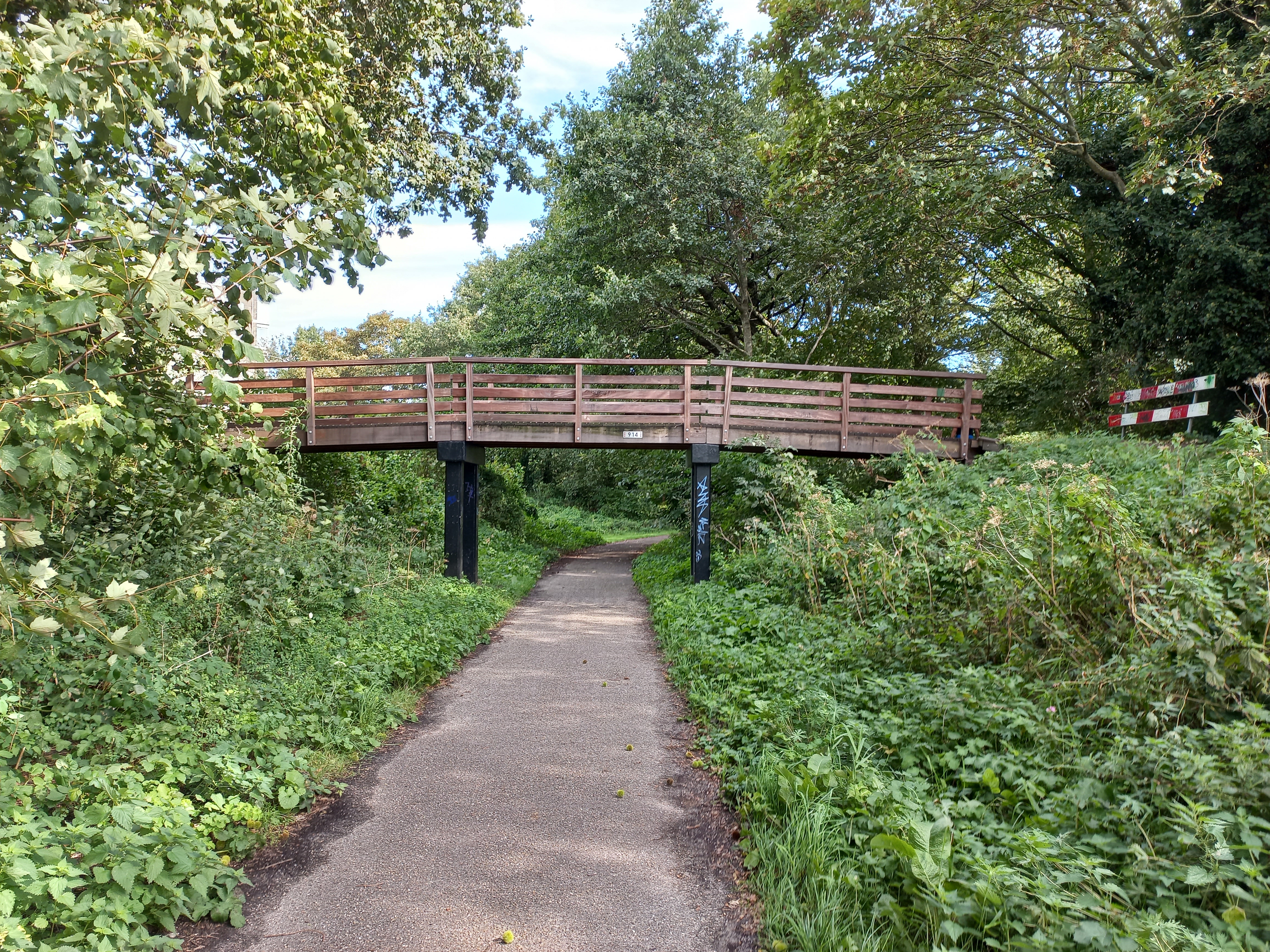
Brug 914 (september 2023)

<<< · 900 · 901 · 904 · 905 · 906 · 907 · 908 · 909 · 912 · 913 · 914 · 915 · 916 · 917 · 918 · 919 · 920 · 923 · 924 · 930 · 932 · 933 · 934 · 935 · 936 · 937 · 939 · 943 · 944 · 945 · 946 · 947 · 948 · 949 · 950 · 951 · 952 · 953 · 954 · 956 · 957 · 958 · 959 · 960 · 961 · 962 · 963 · 964 · 965 · 966 · 967 · 968 · 970 · 971 · 972 · 973 · 974 · 975 · 978 · 979 ·  980 · 981 · 984 · 985 · 986 · 987 · 988 · 989 · 990 · 991 · 992 · 993 · 994 · 995 · 996 · 997 · 998 · 999 · >>>
Brugnummers  902, 903, 910, 911, 920, 921, 922, 925, 926, 927, 928, 929, 931, 937, 938, 940, 941, 942, 955, 969, 976, 977, 982, 983 zijn niet (meer) vergeven.